# Chusquea pinifolia
Chusquea pinifolia là một loài thực vật có hoa trong họ Hòa thảo. Loài này được (Nees) Nees mô tả khoa học đầu tiên năm 1835.